# Auric Gates of Veles
Auric Gates of Veles è l'undicesimo album in studio del gruppo musicale death metal polacco Hate, pubblicato nel 2019.

## Tracce
1. Seventh Manvantara – 4:28
2. Triskhelion – 4:03
3. The Volga's Veins – 4:16
4. Sovereign Sanctity – 6:31
5. Path to Arkhen – 4:59
6. Auric Gates of Veles – 5:30
7. Salve Ignis – 4:57
8. Generation Sulphur – 4:29

## Formazione
Gruppo
- Adam "ATF Sinner" Buszko - chitarra, voce
- Paweł "Pavulon" Jaroszewicz - batteria

Ospiti
- Paweł Michałowski - basso
- Filip "Heinrich" Hałucha - basso
- Michał Staczkun - campionamenti
- Domin - chitarra